# Campeonato Emiradense de Futebol
O Campeonato Emiradense de Futebol, mais conhecida como UAE Pro League (em português: Liga Pro dos EAU, Pro é uma sigla para "Profissional"), e por razões de patrocínio como Arabian Gulf League (em português: Liga do Golfo Árabe) , é o principal campeonato de futebol dos Emirados Árabes Unidos, seria equivalente ao Campeonato Brasileiro. A competição foi fundada em 1973 e já teve 7 Campeões.
O primeiro clube campeão foi o Sharjah FC e o clube que possui mais títulos é o Al-Ain que conquistou 14 vezes.
No Campeonato de 1990-91 não houve campeão, pois não pode ser terminado devido a Guerra do Golfo. Em 2019-20 também não houve campeão, porque não pode ser terminado, dessa vez devido à Pandemia de COVID-19.
Em 2017 e 2018 o Mundial de clubes da FIFA foi realizado nos Emirados Árabes Unidos. O campeão do Campeonato Emiradense de Futebol nesses anos se classificou para a disputa do torneio mundial, como representante do país sede.

## Campeões
| Ano     | Campeão      | Vice       |
| ------- | ------------ | ---------- |
| 1973-74 | Al-Sharjah   | Al-Ahli    |
| 1974-75 | Al-Ahli      | Al-Sharjah |
| 1975-76 | Al-Ahli      | Al-Ain     |
| 1976-77 | Al-Ain       | Al-Sharjah |
| 1977-78 | Al-Nasr      | Al-Ain     |
| 1978-79 | Al-Nasr      | Al-Sharjah |
| 1979-80 | Al-Ahli      | Al-Shaaab  |
| 1980-81 | Al-Ain       | Al-Nasr    |
| 1981-82 | Al-Wasl      | Al-Sharjah |
| 1982-83 | Al-Wasl      | Al-Sharjah |
| 1983-84 | Al-Ain       | Al-Wasl    |
| 1984-85 | Al-Wasl      | Al-Shaab   |
| 1985-86 | Al-Nasr      | Al-Wasl    |
| 1986-87 | Al-Sharjah   | Al-Wasl    |
| 1987-88 | Al-Wasl      | Al-Sharjah |
| 1988-89 | Al-Sharjah   | Al-Wasl    |
| 1989-90 | Al-Shabab    | Al-Wasl    |
| 1990-91 | Não          | houve      |
| 1991-92 | Al-Wasl      | Al-Sharjah |
| 1992-93 | Al-Ain       | Al-Wasl    |
| 1993-94 | Al-Sharjah   | Al-Ain     |
| 1994-95 | Al-Shabab    | Al-Ain     |
| 1995-96 | Al-Sharjah   | Al-Wasl    |
| 1996-97 | Al-Wasl      | Al-Nasr    |
| 1997-98 | Al-Ain       | Al-Sharjah |
| 1998-99 | Al-Wahda FC  | Al-Ain     |
| 1999-00 | Al-Ain       | Al-Nasr    |
| 2000-01 | Al-Wahda FC  | Al-Ahli    |
| 2001-02 | Al-Ain       | Al-Jazira  |
| 2002-03 | Al-Ain       | Al-Wahda   |
| 2003-04 | Al-Ain       | Al-Ahli    |
| 2004-05 | Al-Wahda FC  | Al-Ain     |
| 2005-06 | Al-Ahli      | Al-Wahda   |
| 2006-07 | Al-Wasl      | Al-Wahda   |
| 2007-08 | Al-Shabab    | Al-Jazira  |
| 2008-09 | ***Al-Ahli   | Al-Jazira  |
| 2009-10 | ***Al-Wahda  | Al-Jazira  |
| 2010-11 | Al-Jazira    | Baniyas    |
| 2011-12 | Al-Ain       | Al-Nasr    |
| 2012-13 | Al-Ain       | Al-Ahli    |
| 2013-14 | Al-Ahli      | Al-Wahda   |
| 2014-15 | Al-Ain       | Al-Jazira  |
| 2015-16 | Al-Ahli      | Al-Ain     |
| 2016-17 | ***Al-Jazira | Al-Wasl    |
| 2017-18 | ***Al Ain    | Al-Wahda   |
| 2018-19 | Al-Sharjah   | Al-Ahli    |
| 2019-20 | Não          | houve      |
| 2020-21 | Al-Jazira    | Baniyas    |
| 2021-22 | Al Ain       | Sharjah    |
| 2022-23 | Al-Ahli      | Al Ain     |

- *** jogaram a Copa do Mundo de Clubes da FIFA, como representante do país-sede

## Títulos por clube
| Clube       | Número de Títulos | Número de Vices |
| ----------- | ----------------- | --------------- |
| Al-Ain      | 14                | 8               |
| Al-Ahli     | 8                 | 6               |
| Al-Wasl     | 7                 | 8               |
| Al-Sharjah  | 6                 | 8               |
| Al-Wahda FC | 4                 | 5               |
| Al-Jazira   | 3                 | 5               |
| Al-Nasr     | 3                 | 4               |
| Al-Shabab   | 3                 | 0               |
| Al-Shaab    | 0                 | 2               |
| Baniyas     | 0                 | 2               |

## Desempenho por cidade
| Cidade    | Títulos | Clubes    | Temporadas |
| --------- | ------- | --------- | --- |
| Dubai     | 21      | Al-Wasl   | (7): 1981–82, 1982–83, 1984–85, 1987–88, 1991–92, 1996–97, 2006–07                                                                |
| Dubai     | 21      | Al-Ahli   | (8): 1974–75, 1975–76, 1979–80, 2005–06, 2008–09, 2013–14, 2015–16, 2022–23                                                       |
| Dubai     | 21      | Al-Nasr   | (3): 1977–78, 1978–79, 1985–86 |
| Dubai     | 21      | Al-Shabab | (3): 1989–90, 1994–95, 2007–08 |
| Al Ain    | 14      | Al-Ain    | (14): 1976–77, 1980–81, 1983–84, 1992–93, 1997–98, 1999–00, 2001–02, 2002–03, 2003–04, 2011–12, 2012–13, 2014–15, 2017–18 2021–22 |
| Abu Dhabi | 7       | Al-Wahda  | (4): 1998–99, 2000–01, 2004–05, 2009–10                                                                                           |
| Abu Dhabi | 7       | Al-Jazira | (3): 2010–11, 2016–17, 2020–21 |
| Sharjah   | 6       | Sharjah   | (6): 1973–74, 1986–87, 1988–89, 1993–94, 1995–96, 2018–19                                                                         |

## Detalhes
A partir de julho de 2016, os clubes seguintes estão oficialmente autorizados a usar estrelas enquanto jogam na Liga. O uso de cada país é único e nos Emirados Árabes Unidos a prática é premiar uma estrela para cada cinco títulos ganhos. O número entre parênteses é para os títulos da Liga ganhos.
Al Ain (14)
Al Ahli (8)
Al Wasl (7)
Al Sharjah (6)

## Ver Também
- UAE Federation Cup
- Etisalat Emirates Cup